# ورزشگاه مرکزی کازان
ورزشگاه مرکزی کازان (به لاتین: Central Stadium) یک ورزشگاه فوتبال در روسیه است که در کازان واقع شده‌است.